# Pavla Horská
Pavla Horská (5. února 1927 Praha — 28. prosince 2021) byla česká historička. Zabývala se především sociálními aspekty novodobých evropských dějin.
Po absolutoriu na francouzském gymnáziu studovala historii a francouzštinu na Filozofické fakultě Univerzity Karlovy v Praze, kterou dokončila v roce 1951. Rok pracovala jako vedoucí knihovny historického semináře na FF UK, dalších 30 let působila jako vědecká pracovnice Historického ústavu ČSAV. Po roce 1990 spolupracovala se Sociologickým ústavem ČSAV, přednášela na FF UK, spolupracovala s CEFRES a Institutem Ernesta Denise v Praze. Opakovaně absolvovala stipendijní a přednáškové pobyty na univerzitách v Paříži.
Od 60. let spočívalo těžiště jejího bádání v historické demografii. Již tehdy se stala členkou Komise pro historickou demografii při Mezinárodní unii pro vědecký výzkum populací a Francouzské společnosti pro historickou demografii. Od roku 1964 zasedala v hlavním výboru Československé demografické společnosti, v roce 1967 byla pověřena založením Komise pro historickou demografii při Vědeckém kolegiu historie ČSAV, jíž později též předsedala (již v rámci SÚ AV, pod obměněným názvem) a odborného periodika tamtéž.
Jejím manželem byl astronom a historik Zdeněk Horský.

## Výběr z díla
- Hlavní otázky vzniku a vývoje českého strojírenství do roku 1918. Praha : Nakladatelství Československé akademie věd, 1959.
- Počátky elektrisace v českých zemích. Praha : Nakladatelství Československé akademie věd, 1961.
- Kapitalistická industrializace a středoevropská společnost. Příspěvek ke studiu formování tzv. průmyslové společnosti. Praha : Academia, 1970.
- Dějiny Českého vysokého učení technického. Díl 1, sv. 2. Praha : SNTL, 1979. (s V. Lomičem)
- Prague – Paris. Praha : Orbis, 1990.
- Dětství, rodina a stáří v dějinách Evropy. Praha : Panorama, 1990. (s M. Kučerou, E. Maurem a M. Stloukalem)
- Sladká Francie. Praha : NLN, 1996.
- Dějiny obyvatelstva českých zemí. Praha : Mladá fronta, 1996. (s L. Fialovou, M. Kučerou, E. Maurem, J. Musilem a M. Stloukalem)
- Naše prababičky feministky. Praha : NLN, 1999.
- Zrod velkoměsta. Urbanizace českých zemí a Evropa. Praha ; Litomyšl : Paseka, 2002. (s E. Maurem a J. Musilem)
- Jak vznikala žena politická (zvláště ta česká). In: Vodáková, Alena et al. (eds.): Rod ženský. Kdo jsme, odkud jsme přišly a kam jdeme? Praha : Sociologické nakladatelství, 2003, s. 196–203.